# Наволок (Павловское сельское поселение)
Наволок — деревня в Вилегодском муниципальном округе Архангельской области.

## География
Находится в юго-восточной части Архангельской области, при автодороге А123, на расстоянии приблизительно 12 км на восток-юго-восток по прямой от административного центра района села Ильинско-Подомское на правобережье реки Виледь.

## История
В 1859 году здесь (тогда деревня Сольвычегодского уезда Вологодской губернии) было учтено 7 дворов. До 2020 года деревня входила в состав Павловского сельского поселения до его упразднения.

## Население
Численность населения: 58 человек (1859 год), 13 (русские 100 %) в 2002 году, 11 в 2010.